# Giovanni Massaro
Giovanni Massaro (ur. 28 czerwca 1967 w Andrii) – włoski duchowny katolicki, biskup Avezzano od 2021.

## Życiorys
Święcenia kapłańskie otrzymał 5 grudnia 1992 i został inkardynowany do diecezji Andria. Po krótkim stażu wikariuszowskim został wicerektorem diecezjalnego seminarium, a w 2007 objął także funkcję kanclerza kurii. W 2009 przeniesiony na stanowisko wikariusza generalnego diecezji.
23 lipca 2021 papież Franciszek mianował go ordynariuszem diecezji Avezzano. Sakry udzielił mu 21 września 2021 biskup Luigi Mansi.